# Oligoneura itoi
Oligoneura itoi är en tvåvingeart som beskrevs av Evert I. Schlinger 1971. Oligoneura itoi ingår i släktet Oligoneura och familjen kulflugor. Inga underarter finns listade i Catalogue of Life.